# Zenon Wiśniewski (polityk)
Zenon Sylwester Wiśniewski (ur. 22 grudnia 1959 w Płocku) – polski polityk, przedsiębiorca, sportowiec, chemik, samorządowiec, poseł na Sejm V kadencji.

## Życiorys
Ukończył technikum chemiczne, a w 2006 studia na Wydziale Marketingu i Zarządzania Państwowej Wyższej Szkoły Zawodowej w Płocku.
Był medalistą mistrzostw Polski w wioślarstwie. W latach 1998–2005 zasiadał w płockiej radzie miasta, był m.in. członkiem zarządu miasta. Zajął się prowadzeniem własnej działalności gospodarczej. Pełnił funkcję sekretarza MKUS „Mazowsze Płock” i prezesa Stowarzyszenia „Nasze Miasto Płock”.
W latach 1999–2002 należał do Sojuszu Lewicy Demokratycznej. W 2004 wstąpił do Samoobrony RP i stanął na czele jej płockich struktur. W wyborach w 2005 z listy tej partii uzyskał mandat poselski na Sejm V kadencji z okręgu płockiego liczbą 5764 głosów. Zasiadał w Komisji Gospodarki, Komisji Administracji i Spraw Wewnętrznych i Komisji Skarbu Państwa. W przedterminowych wyborach parlamentarnych w 2007 nie ubiegał się o reelekcję. Następnie wystąpił z Samoobrony RP.
W maju 2008 przegrał w I instancji proces o zniesławienie prezydenta Płocka. W wyborach samorządowych w 2010 bez powodzenia ubiegał się o mandat radnego Płocka z listy komitetu „Nasze Miasto Płock”. W 2021 współtworzył stowarzyszenie „Tak, Polska!”.